# Robert Müller-Hartmann
Robert Müller-Hartmann (* 11. Oktober 1884 in Hamburg; † 15. Dezember 1950 in Dorking (Surrey)) war ein deutscher Komponist, Musikschriftsteller und Musikpädagoge.

## Leben und Werk
Robert Müller-Hartmann studierte am Sternschen Konservatorium bei Eduard Behm (Komposition), Max Loewengard (Musiktheorie) und Anton Foerster (Klavier) in Berlin. Ab 1913 wirkte er in seiner Geburtsstadt als Erster Theorielehrer am Bernuthschen Konservatorium. Von 1923 bis 1933 hatte er einen Lehrauftrag für Musiktheorie an der Hamburger Universität. Zudem war er als Musikkritiker tätig. 1938 emigrierte Robert Müller-Hartmann durch den Nationalsozialismus bedingt wegen seiner jüdischen Familienherkunft mit seiner Frau (Geburtsname Elisabeth Asch) und seiner Tochter nach England, während seine beiden Söhne nach Palästina gingen.
Robert Müller-Hartmann komponierte Lieder, Kammermusik, darunter die Violinsonaten op. 5 und 21, sowie das Streichquartett D moll op. 9, Klavierstücke, darunter Variationen über ein Thema von Henry Purcell, eine Sonate, eine Passacaglia und 24 Präludien für Orgel, Variationen und Fuge über ein eigenes Thema für großes Orchester (1912), die Symphonische Ouvertüre op. 7 (1916), Orchestervariationen über ein pastorales Thema op. 13 (1921), die Symphonie C dur op. 18 (1926), Orchestersuiten E dur op. 25 und Das Wasser, die Craigelly Suite für Streichorchester, die Sinfonietta für Kammerorchester und Schauspielmusiken. Zudem veröffentlichte er Aufgaben zur Harmonielehre (Leipzig 1928).